# Hernando Fitz-James Stuart y Falcó
Hernando Carlos María Teresa Fitz-James Stuart y Falcó Portocarrero y Osorio (Madrid, 3 november 1882 - Paracuellos de Jarama, 7 november 1936) was een Spaans edelman en polospeler. Hij nam deel aan de Olympische Zomerspelen van 1920 in Antwerpen en behaalde daarbij de zilveren medaille. Bij de Olympische Zomerspelen van 1924 in Parijs maakte hij eveneens deel uit van de Spaanse poloploeg. Hij kwam in 1936 in de Spaanse Burgeroorlog om het leven tijdens het Bloedbad van Paracuellos.

## Biografie

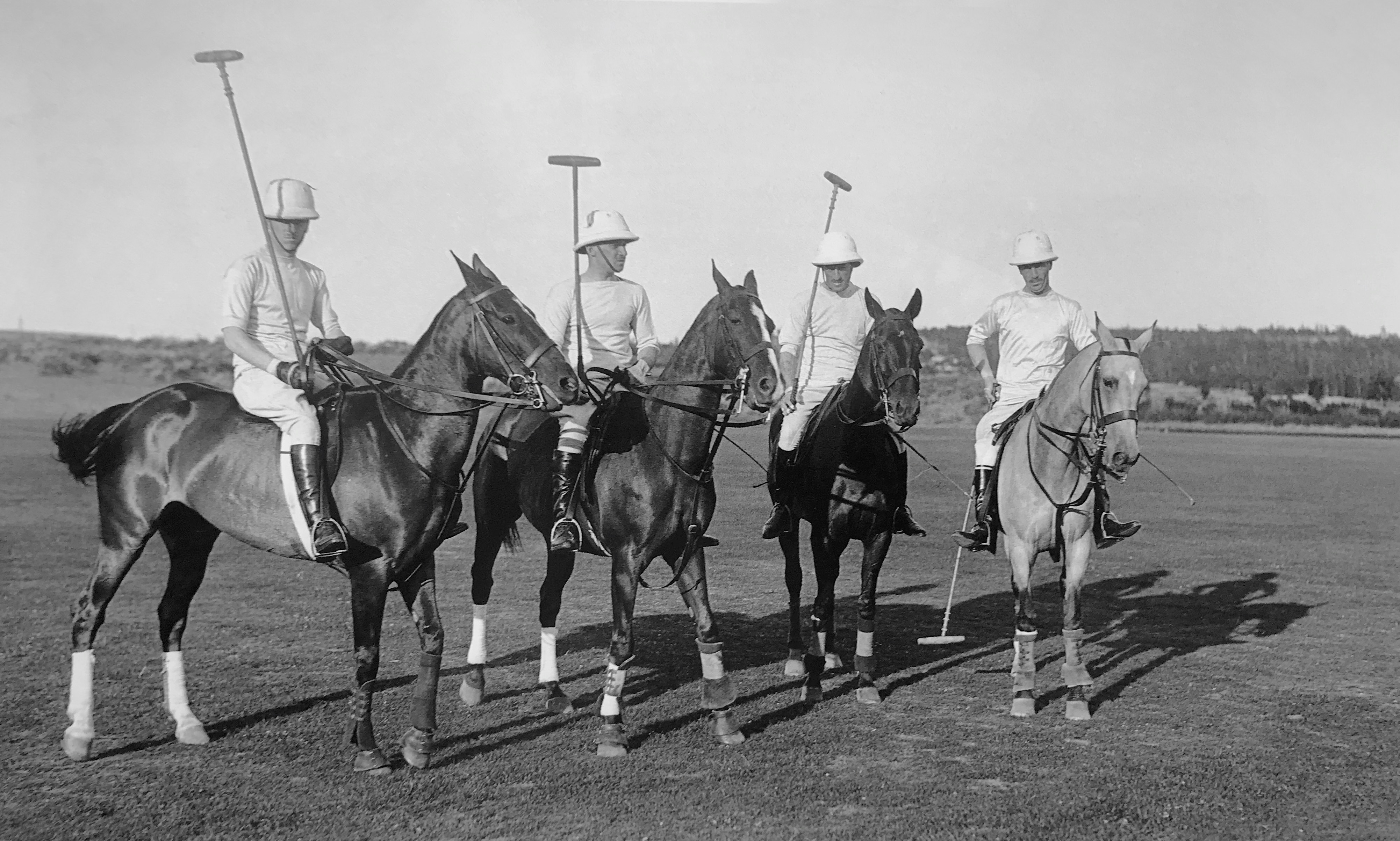
Hernando Fitz-James Stuart y Falcó (tweede van rechts) als polospeler.

Hernando Fitz-James Stuart y Falcó was kamerheer van koning Alfons XIII van Spanje. Hij nam in 1920 deel aan de Olympische Zomerspelen in Antwerpen, waar hij deel uitmaakte van het Spaanse nationale poloteam, samen met zijn broer Jacobo Fitz-James Stuart y Falcó en met José de Figueroa y Alonso-Martínez, Álvaro de Figueroa y Alonso-Martínez en Leopoldo Sainz de la Maza. Samen met hen behaalde hij hierbij de zilveren medaille. Vier jaar later, bij de Olympische Zomerspelen van 1924, was hij weerom lid van de Spaanse poloploeg, die toen vierde werd.
In 1936 verloor hij het leven in het Bloedbad van Paracuellos.

## Belangrijkste resultaten

### Olympische Zomerspelen
| Jaar | Plaats    | Discipline | Resultaat |
| ---- | --------- | ---------- | --------- |
| 1920 | Antwerpen | polo       | Zilver    |
| 1924 | Parijs    | polo       | vierde    |

## Titels
Hernando Fitz-James Stuart y Falcó droeg volgende titels:
- XIV Duque de Peñaranda de Duero
- XI Conde de Montijo
- XIII Marqués de Valderrabano